# 東向殿
東向殿（ひがしむきどの、文明3年（1471年）? - 永禄2年6月11日（1559年7月15日））は、戦国時代の女性。周防の戦国大名・大内義興の正室。

## 生涯
大内氏の重臣で長門守護代である内藤弘矩の娘で、弘矩は義興が家督相続した際に陶武護の讒言のために義興に誅殺された。後に弘矩の無罪が明らかになると義興はこの行為を後悔し、弘矩の名誉回復のためにその娘を正室にした。屋形の東向かいが御殿となっていたため、東向殿と称された。義興との間には永正4年（1507年）11月15日に嫡子の義隆が生まれている。
性格は優しく気性も弱く、女らしい母性を持ち、子の義隆が文治主義者になった原因には母親の遺伝があったのではないかと推測されている。夫の義興より数歳年上ながら義興没後も長命を保ち、天文20年（1551年）8月の大寧寺の変の際には多くの侍女や女房衆らと共に宮野（現在の山口市）の真如寺に避難したが、衝撃の余りに気絶し、法泉寺にいた義隆はこれを知って、大混乱の中でも医師を派遣したと伝わっている（『大内義隆記』）。この変で義隆と孫の義尊は殺されたが、東向殿は「八十に余つつ、などか命ながらへて、あらぬ思ひをせん事は、後世のさはりなるべし」（『大内義隆記』）とあるため、生きながらえて陶晴賢や毛利元就らに庇護されて余生を送ったと思われる。
永禄2年（1559年）6月11日に死去。墓所は真如寺と伝わる。享年は不明であるが、大内義隆記の記述を事実とするなら90歳程の高齢であったと推測される。

## 東向殿が登場する作品
- 『毛利元就』（1997年、NHK大河ドラマ、演：東ちづる） - 「綾の方」の名で登場。